# Debregeasia longifolia
Debregeasia longifolia är en nässelväxtart som först beskrevs av Nicolaas Laurens Nicolaus Laurent Burman, och fick sitt nu gällande namn av Hugh Algernon Weddell. Debregeasia longifolia ingår i släktet Debregeasia och familjen nässelväxter. Inga underarter finns listade i Catalogue of Life.

## Bildgalleri

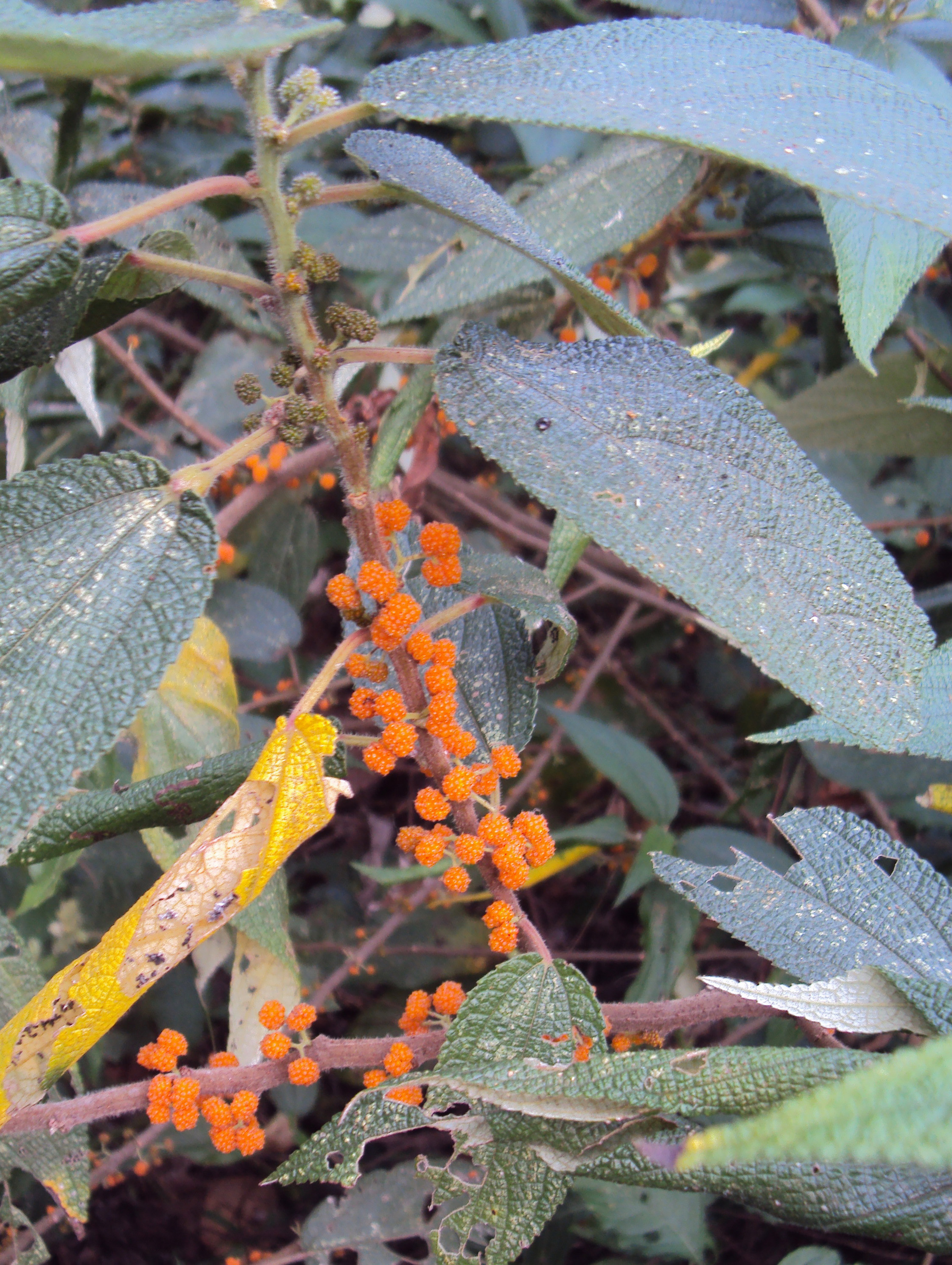
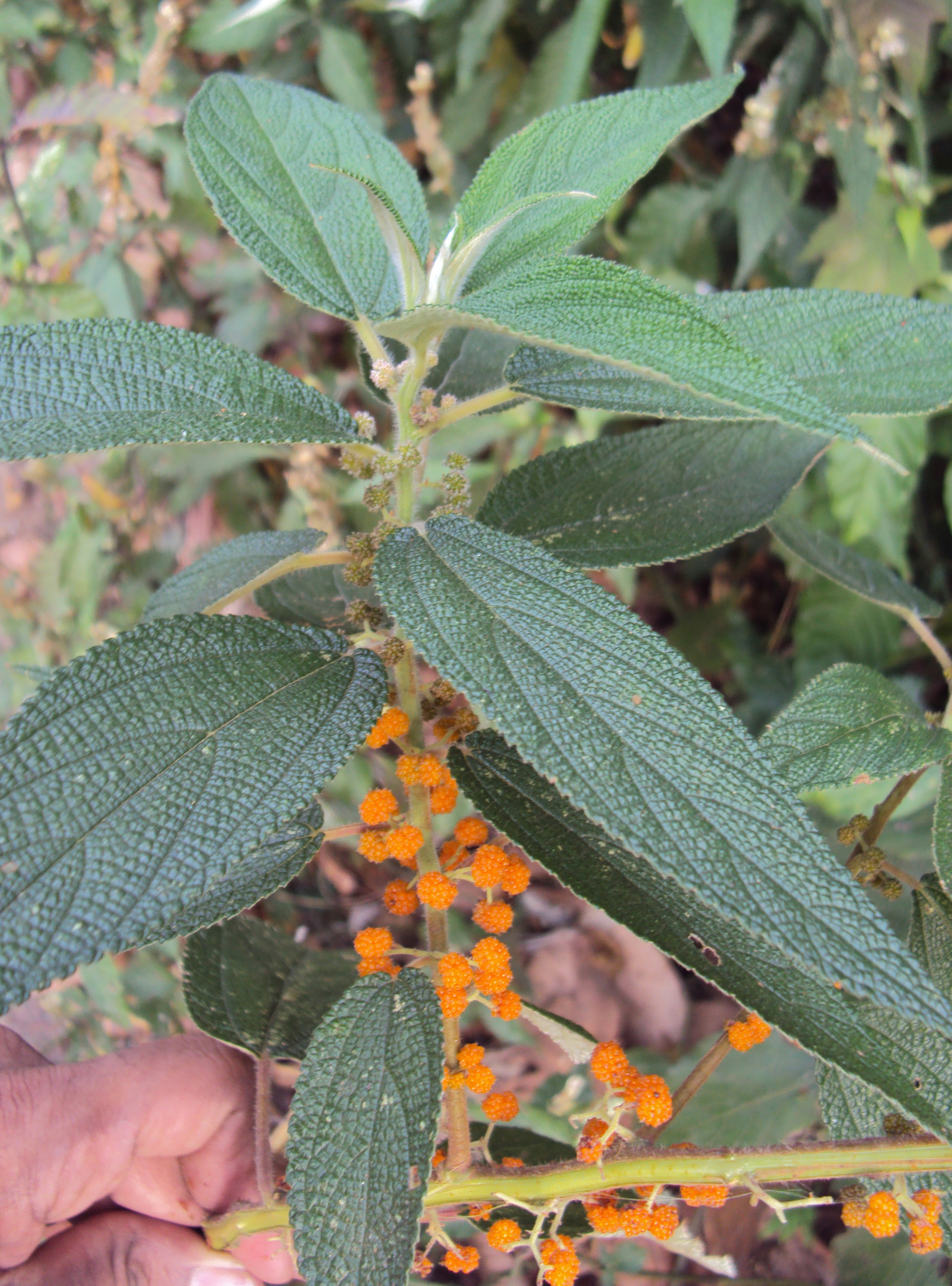
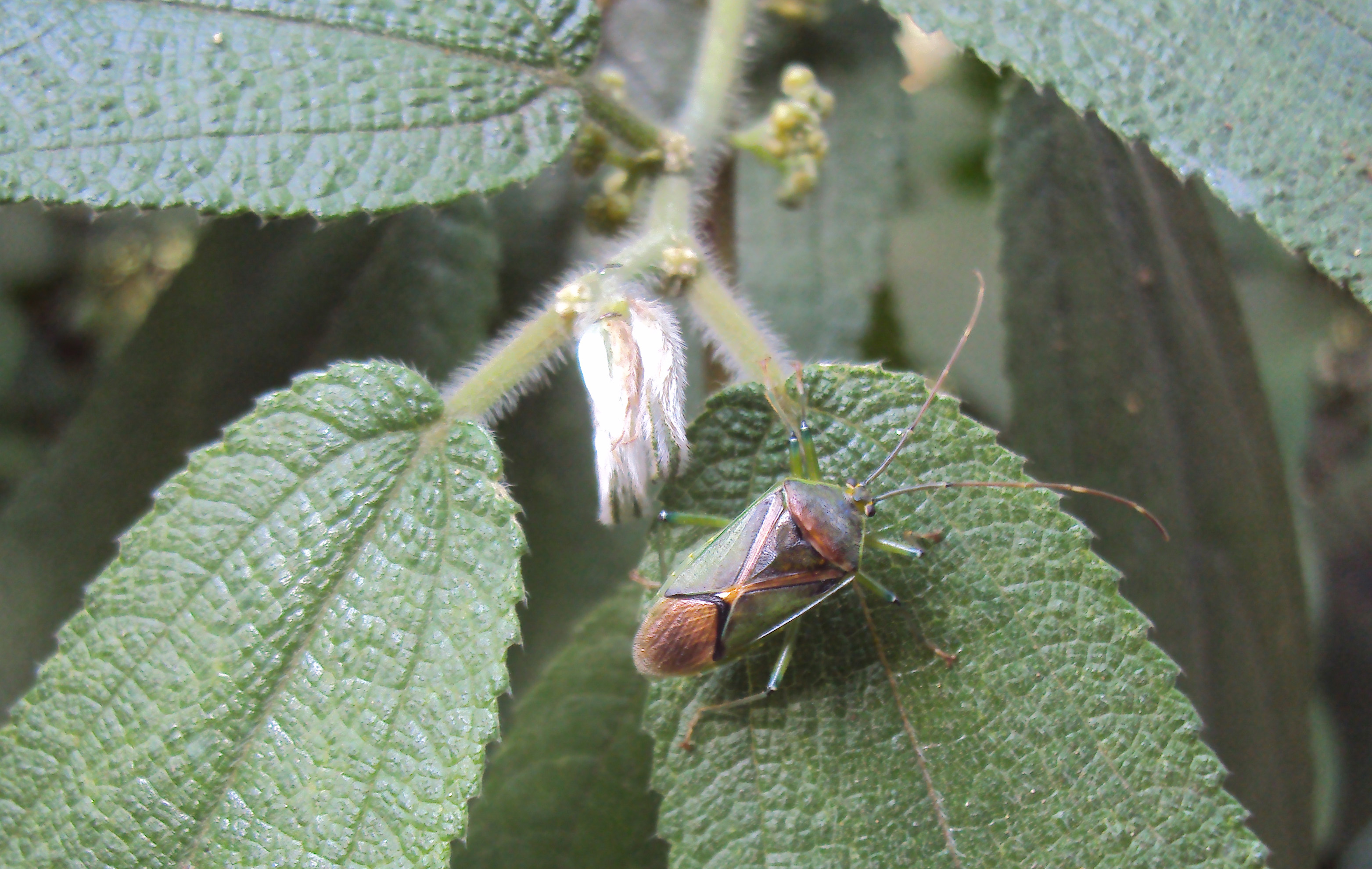
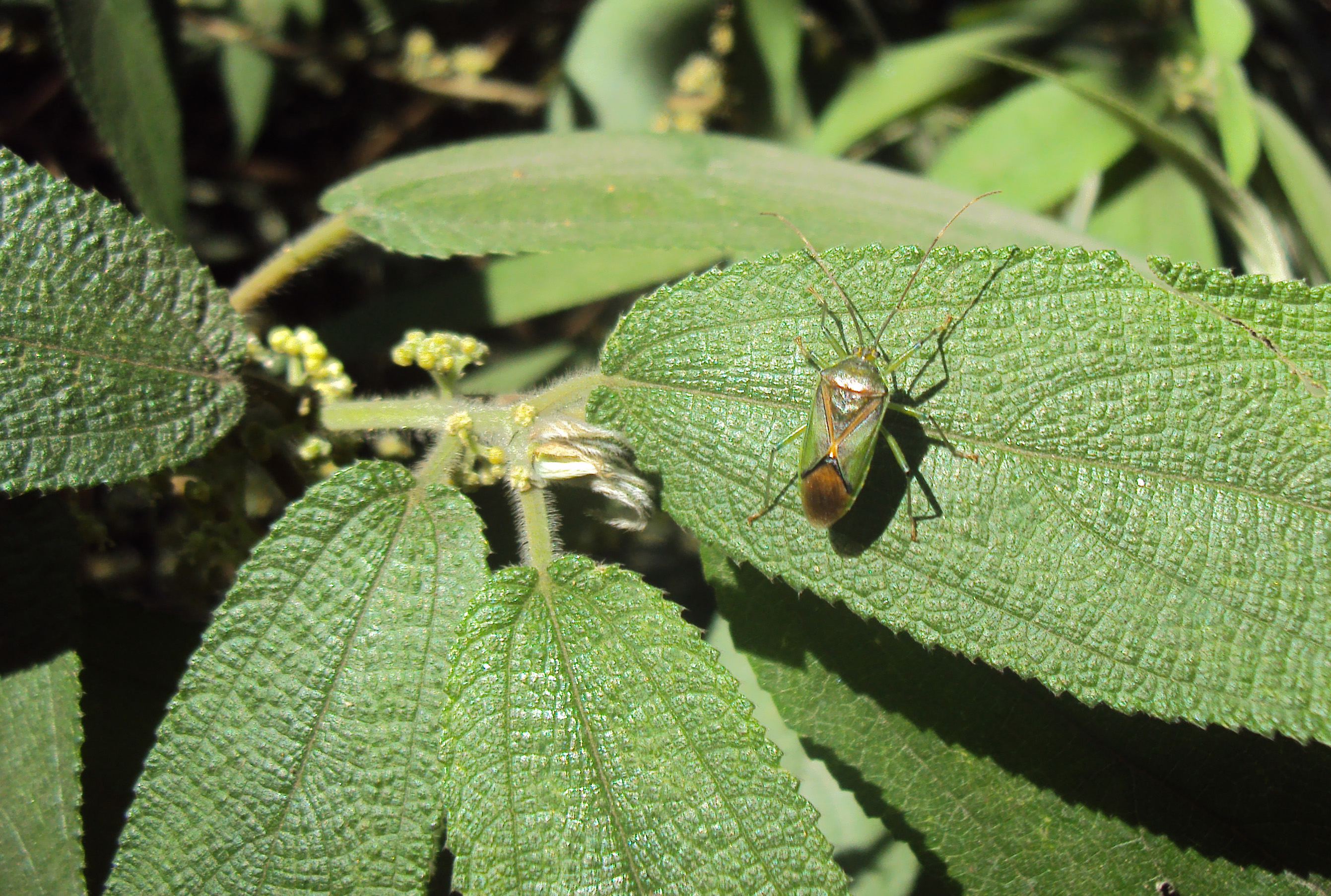
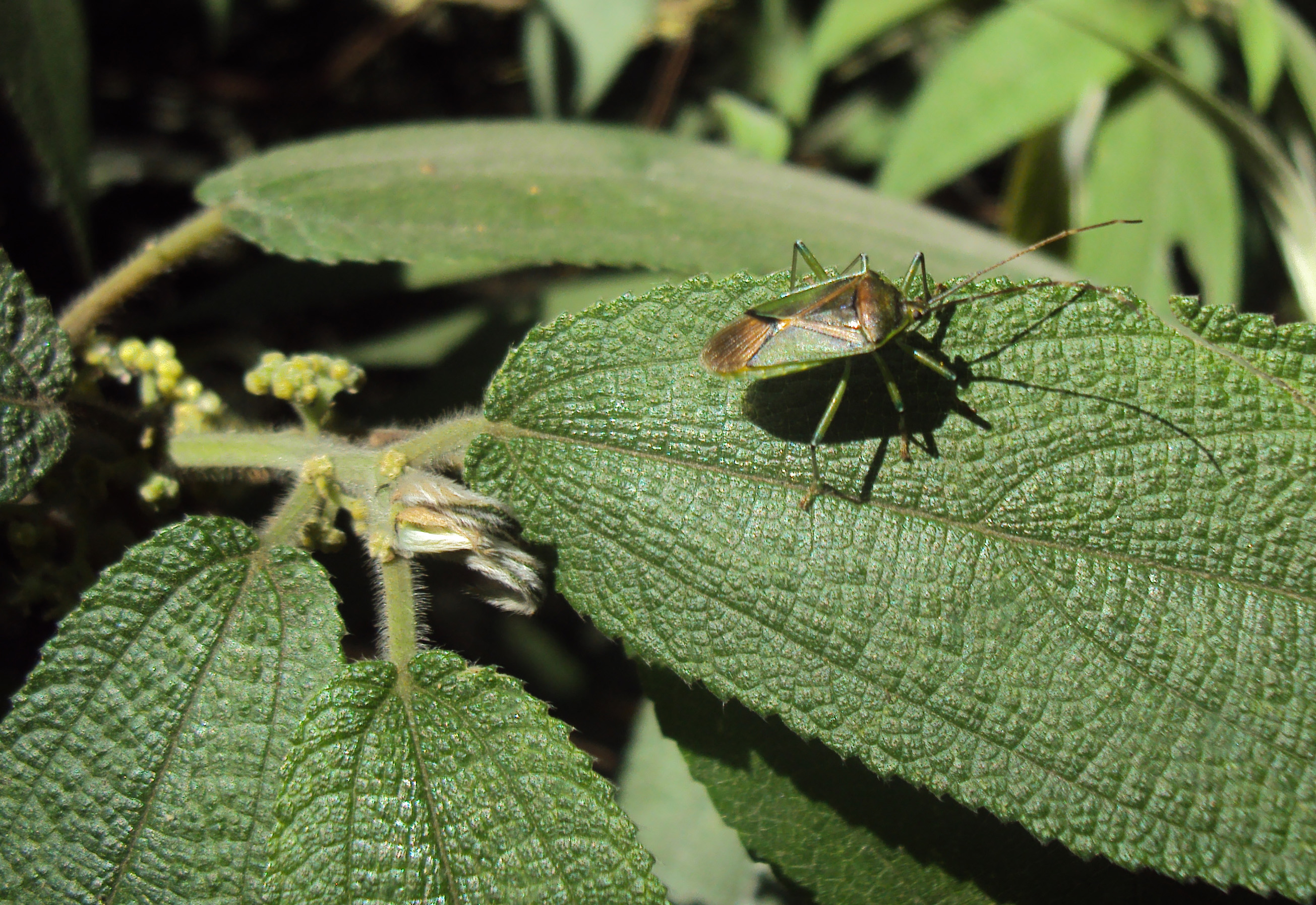
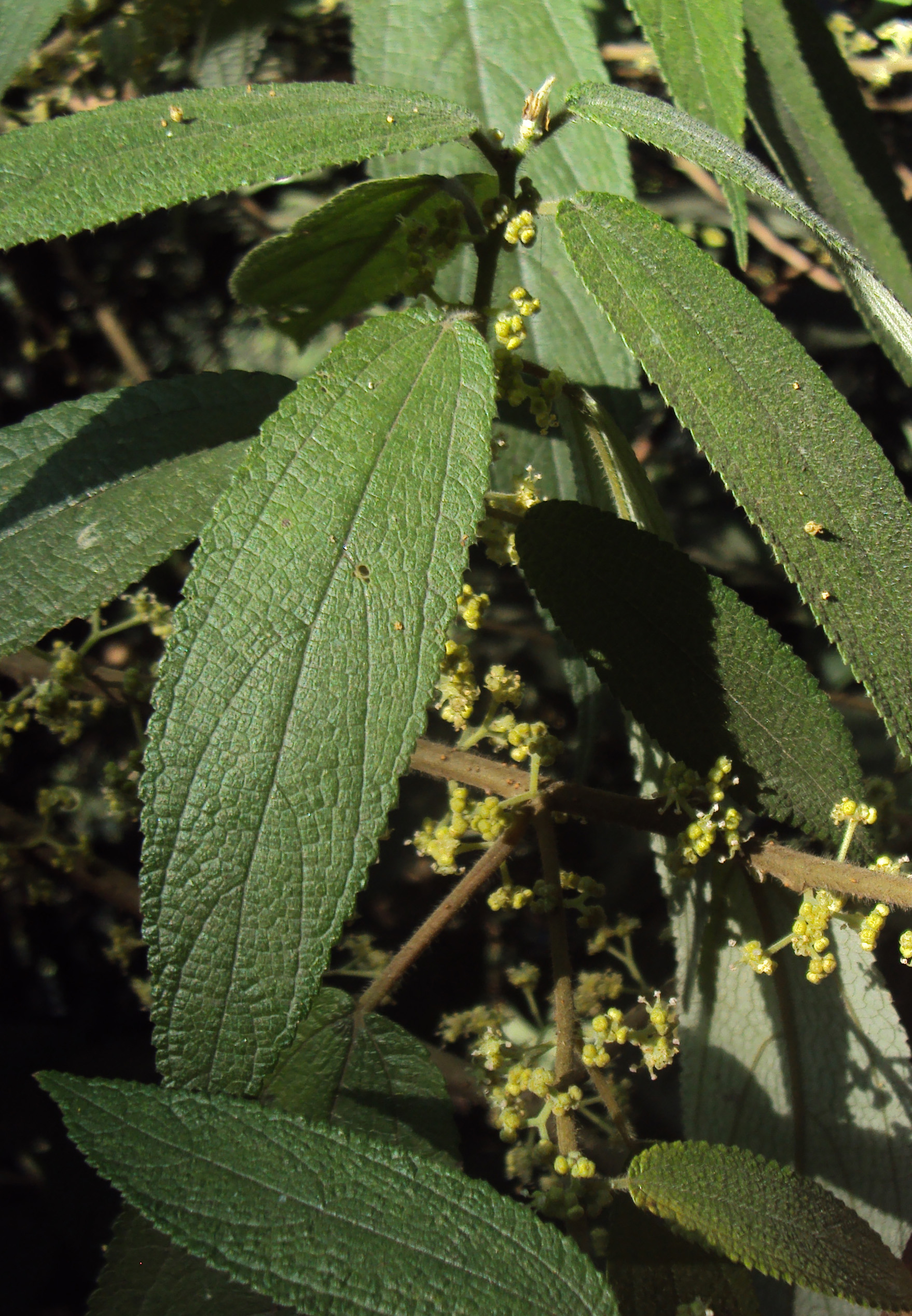